# Европейское агентство по безопасности продуктов питания
Европейское агентство по безопасности продуктов питания — агентство Европейского союза, которое предоставляет независимые консультации и информацию по существующим и возможным рискам, связанным с продовольствием. Деятельность агентства охватывает все вопросы прямого и непрямого влияния на безопасность пищевых продуктов и кормов, включая здоровье животных и защиту растений.
Агентство поддерживает Европейскую комиссию, Европейский парламент и страны-члены в их стремлении принимать своевременные и эффективные решения по управлению рисками, которые должны обеспечивать защиту здоровья европейских потребителей и безопасность пищевых продуктов и кормов. Агентство работает с общественностью по всем вопросам, входящим в его компетенцию, на открытой и прозрачной основе.
Европейское агентство по безопасности продуктов питания основано в январе 2002 года. Его штаб-квартира находится в Парме, Италия

## Задачи
По регламенту № 178/2002 Европейского парламента и совета от 28 января 2002 года, агентство имеет следующие задачи:
- Разработка и предоставление заинтересованным сторонам научных заключений по вопросам, касающимся безопасности продовольственных товаров и кормов;
- Поощрение разработки лучших методов оценки рисков в сферах, относящихся к его миссии;
- Поиск и анализ научно-технических данных в любых сферах, прямо или косвенно затрагивающих безопасность продовольственных товаров и кормов;
- По запросу Еврокомиссии предоставление научно-технического содействия при урегулировании кризисов, разрешаемых комиссией в сфере безопасности продовольственных товаров и кормов;
- Выдача общественности понятной, надежной и объективной информации в сферах, которые относятся к его миссии;

## Структура
Агентство состоит из четырех органов:
- Управляющий совет: создает бюджет, утверждает ежегодную рабочую программу. Совет ответственен за успешное сотрудничество агентства с партнерами внутри и вне ЕС;
- Исполнительный директор: ответственен за оперативные вопросы, кадровые вопросы и за составление программы работы после консультаций с органами и членами ЕС, назначается Административным советом на пятилетний срок.
- Консультативный форум: помогает исполнительному директору. Состоит из представителей компетентных органов государств-членов, которые выполняют задачи, аналогичные задачам агентства; наблюдателей от ряда государств (Норвегия, Исландия, Швейцария) и от Еврокомиссии. Собирается не реже четырех раз в год.
- Научный комитет и научные группы, каждые в своей сфере, предоставляют научные заключения и рекомендации. Состоят из высококвалифицированных специалистов. Научный комитет координирует научную работу и выносит заключения, если вопрос касается нескольких групп или не касается ни одной. Научный комитет состоит из председателей научных групп и шести независимых экспертов, не принадлежащих научным группам. Решения научного комитета и научных групп принимаются большинством голосов. К заключениям прилагаются мнения меньшинства.

На конец 2010 год в Европейском агентстве по безопасности продуктов питания работали не менее 460 человек.

## Членство и механизм финансирования
Европейское агентство по безопасности продуктов питания — независимая организация, деятельность которой оплачивает бюджет ЕС. Агентство работает отдельно от комиссии, парламента и государств-членов. Бюджет на 2008 год составил 65,9 млн евро.

## Критика
Редактировать EFSA подверглось критике за предполагаемое «чрезмерное регулирование».
Конфликт интересов
EFSA подвергалась критике, в том числе со стороны Европейской счётной палаты в 2012 году, за «частые конфликты интересов», некоторые из них не декларировались. Ряд нераскрытых конфликтов интересов был связан с Международным институтом наук о жизни.
По данным Corporate Europe Observatory, в 2013 году 58 % экспертов агентства находились в ситуации конфликта интересов . В 2017 году они по-прежнему находились в ситуации конфликта интересов на уровне 46 %.
Споры
EFSA также подверглось критике со стороны НПО CHEM Trust за искажение результатов отчета их экспертного комитета по бисфенолу А (BPA) в январе 2015 года. EFSA заявило в аннотации, пресс-релизе и брифинге, что бисфенол А «не представляет риска» для здоровья, когда в экспертном отчете фактически говорилось, что риск был «низким» при рассмотрении совокупного воздействия (помимо только продуктов питания). Позднее EFSA изменило реферат, чтобы исправить эту ошибку, хотя пресс-релиз остался без изменений. EFSA утверждало, что использование фразы «не беспокоит здоровье» в их пресс-релизе и брифинге по бисфенолу А призвано обеспечить доступность этих материалов, хотя это обоснование оспаривается CHEM Trust